# Tripteroides tasmaniensis
Tripteroides tasmaniensis är en tvåvingeart som först beskrevs av Hugh Edwin Strickland 1911.  Tripteroides tasmaniensis ingår i släktet Tripteroides och familjen stickmyggor. Inga underarter finns listade i Catalogue of Life.